# یواس‌اس بالفینچ (ای‌ام-۶۶)
یواس‌اس بالفینچ (ای‌ام-۶۶) (به انگلیسی: USS Bullfinch (AM-66)) یک کشتی بود که طول آن ۱۳۶ فوت ۴ اینچ (۴۱٫۵۵ متر) بود. این کشتی در سال ۱۹۳۷ ساخته شد.